# Mistress Nell
Mistress Nell er en amerikansk stumfilm fra 1915 af James Kirkwood.

## Medvirkende
- Mary Pickford som Nell Gwyn.
- Owen Moore som Charles II.
- Arthur Hoops som Duke.
- Ruby Hoffman som Louise.
- Amelia Rose som Orange Moll.